# Whirlaway
Whirlaway, född 2 april 1938, död 6 april 1953, var ett engelskt fullblod som tävlade mellan 1940 och 1943. Han tränades av Ben A. Jones och reds av Eddie Arcaro. Han blev den femte hästen som lyckades ta en amerikansk Triple Crown. Han segrade även i Travers Stakes efter att ha vunnit Triple Crown, och blev då den första och hittills enda hästen som tagit en så kallad Grand Slam.

## Bakgrund
Whirlaway föddes upp på Calumet Farm, som även ägde honom. Han var efter och är efter den engelska Derbyvinnaren Blenheim och under Dustwhirl. Han tränades Ben A. Jones och reds av Eddie Arcaro under hela tävlingskarriären.
Whirlaway tävlade mellan 1940 och 1943, och sprang in ca 561 161 dollar på 60 starter, varav 32 segrar, 15 andraplatser och 9 tredjeplatser. Han tog karriärens största segrar i Kentucky Derby (1941), Preakness Stakes (1941), Belmont Stakes (1941) och Travers Stakes (1941). Han segrade även i Breeders' Futurity Stakes (1940), Hopeful Stakes (1940), Saratoga Special Stakes (1940), Walden Stakes (1940), A. J. Joyner Handicap (1941), Lawrence Realization Stakes (1941), Saranac Handicap (1941), Dwyer Stakes (1941), American Derby (1941), Massachusetts Handicap (1942), Narragansett Special (1942), Clark Handicap (1942), Jockey Club Gold Cup (1942), Louisiana Handicap (1942), Washington Handicap (1942) och Trenton Handicap (1942).
Han delar rekordet för den längsta vinstmarginalen i Kentucky Derby med andra Triple Crown-vinnaren Assault, eftersom de båda vann Derbyt med 8 längder. Whirlaway var allmänt känd som "Mr. Longtail" eftersom hans svans var särskilt lång och tjock och den blåste långt ut bakom honom under löp och blåste dramatiskt i vinden.
Våren 1944 stallades Whirlaway upp som avelshingst på Calumet Farm, då han var sex år. I augusti 1950 arrenderade Calumet Farm Whirlaway till franska uppfödaren Marcel Boussac, som stallade upp honom på hans avelsgård, Haras de Fresnay-le-Buffard. Boussac köpte Whirlaway från Calumet i september 1952. Whirlaway dog på Boussacs franska stuteri 1953.